# Perši lastivky
Perši lastivky (in ucraino Перші ластівки?) è una serie televisiva ucraina per adolescenti. Le trame della serie coinvolgono bullismo, molestie online, identità sessuale e suicidio. Il primo episodio è andato in onda a novembre 2019. Trasmessi da Novyi Kanal, gli episodi televisivi hanno attirato un pubblico di sei milioni di telespettatori in diretta e milioni di telespettatori in più online. Il dramma adolescenziale è stato responsabile di un aumento del 600% delle chiamate ad una linea di assistenza per la salute mentale. A causa del suo contenuto raro e grafico rispetto ad altre serie televisive ucraine, la serie è stata descritta da BBC News come "un successo a sorpresa locale". È stato anche elogiato per aver reso discutibili questioni che raramente vengono trattate in pubblico in Ucraina. Secondo BBC News la serie è stata "praticamente la prima volta che l'identità LGBT adolescenziale è stata ritratta sulla TV ucraina".

## Trama
La serie ruota attorno alle vite degli adolescenti ucraini in una classe di una scuola secondaria. Gli adolescenti lottano contro il bullismo, inclusa la Blue Whale Challenge, la mancanza di sostegno da parte dei genitori, il comportamento suicidario, le crisi di identità LGBT, un argomento raramente trattato dalla televisione ucraina, i genitori alcolizzati e le disabilità del linguaggio. In una delle trame principali della serie, i personaggi principali sono perseguitati su Internet da una persona anonima che finge di essere loro amico.

## Produzione
La prima stagione di Perši lastivky è stata girata in due mesi e mezzo con un budget ridotto ed attori sconosciuti. Durante lo sviluppo, gli scrittori della serie hanno visitato le scuole ucraine e intervistato adolescenti a condizione di anonimato. Secondo il produttore della serie Yevhen Tunik, metà dei personaggi nel programma sono basati su persone che conoscevano. Tunik ha iniziato la scrittura e la pre-produzione della serie nel 2016. Aveva sperato che la serie avrebbe debuttato nel 2018. Tutte le sceneggiature sono state revisionate da avvocati e psicologi, ma secondo Tunik ciò non ha portato ad alcun cambiamento di sceneggiatura.
Il titolo della serie, Perši lastivky, è un riferimento alla convinzione che le rondini siano il primo segno della primavera.

## Accoglienza
La serie ha avuto una quota di pubblico compresa tra l'8,6% e il 7%. Questo era al di sotto della valutazione media di Novyi Kanal (a novembre 2019 la valutazione media del canale era del 7.8%). Detector media ha incolpato questa quota di visione relativamente bassa sulla sua fascia oraria tarda delle 22:00 e perché la serie è stata programmata dopo uno spettacolo comico situazionale i cui spettatori non sarebbero interessati a vedere un dramma adolescenziale. Nel complesso, gli episodi televisivi attirano un pubblico di sei milioni di telespettatori in diretta e milioni di telespettatori in più online.
La serie è stata descritta da BBC News come "un successo a sorpresa locale" a causa del suo contenuto di bullismo, molestie online, identità sessuale e suicidio, tutti argomenti raramente discussi in pubblico in Ucraina. BBC News ha affermato che la serie era "praticamente la prima volta che l'identità LGBT adolescenziale era stata ritratta sulla TV ucraina".
Perši lastivky è stata elogiata per aver reso discutibili argomenti che raramente vengono discussi in pubblico in Ucraina; il bullismo è un problema sistemico nel Paese. Durante ogni puntata viene visualizzato il numero di telefono della linea di assistenza sanitaria non governativa per la salute mentale La Strada-Ukraine. Nel primo mese della serie, le chiamate alla linea di assistenza per la salute mentale sono aumentate del 600%. I produttori della serie si sono rivolti a La Strada-Ucraina per essere coinvolti nel progetto. Secondo BBC News, la serie ha aiutato almeno un'adolescente a smettere di tentare il suicidio e ha aiutato molti uomini gay a rivelare la propria identità sessuale e altri a smettere di partecipare alla Blue Whale Challenge.

## All'estero
Il 29 marzo 2020 la serie è stata rilasciata in Russia nel cinema online KinoPoisk, appositamente doppiata in russo.

## Riconoscimenti
- 2021 - Ukrainian Film Academy Awards
  - Nomination Miglior serie